# Jochen Wedegärtner
Jochen Wedegärtner (* 17. Dezember 1942 in Berlin; † 29. Juli 2013 in München) war ein deutscher Drehbuchautor und Schriftsteller.

## Werdegang
Wedegärtner wuchs in Bielefeld auf. Nach dem Abitur studierte er Rechtswissenschaften und Slawistik an der Universität Göttingen. 1974 ließ er sich als freier Autor in München nieder. Er schrieb  Drehbücher für Film und Fernsehen, darunter für die Krimireihen Tatort, Der Alte und SOKO 5113. Ab den 1980er Jahren schrieb er auch Kriminalromane.

## Werke
- Der späte Mann (Roman), Hoffmann & Campe, 1984
- Doppelfehler (Roman), Hoffmann & Campe, 1986
- Sardisches Roulette (Roman) Hoffmann & Campe, 1990

## Filmografie
- 1974: Graf Yoster gibt sich die Ehre (Fernsehserie)
  - Zweier Herren Diener
  - Der Papageienkäfig
- 1975: Die Insel der Krebse (Fernsehfilm)
- 1977: Der Alte (Fernsehserie)
  - Die Dienstreise
- 1977: Polizeiinspektion 1 (Fernsehserie)
  - Der Vermisste
  - Weiberleut
  - Der Zamperlfänger
- 1977–85: Tatort (Fernsehreihe)
  - 1977: Tatort: Das stille Geschäft
  - 1983: Tatort: Der Schläfer
  - 1985: Tatort: Baranskis Geschäft
- 1978: Schwarz und weiß wie Tage und Nächte (Fernsehfilm)
- 1979: Wehe, wenn Schwarzenbeck kommt
- 1983: Mit mir nicht, du Knallkopp
- 1983: Engel auf Rädern (Fernsehserie)
- 1986: Es muß nicht immer Mord sein (Fernsehserie)
  - Leiden und leiden lassen
- 1986–87: Ein Heim für Tiere (Fernsehserie)
  - 1986: Martha & Co.
  - 1986: Dr. Bayers Geheimnis
  - 1987: Neue Freunde
- 1986–97: SOKO 5113 (Fernsehserie)
  - Drehbücher für insgesamt 33 Folgen
- 2004: Ein Fall für zwei (Fernsehserie)
  - Mord aus Liebe
  - Doppelgänger